# Dikdik żwawy
Dikdik żwawy (Madoqua saltiana) – gatunek małej, półpustynnej antylopy, żyjący we wschodniej Afryce.

## Charakterystyka
Szatę stanowią włosy krótkie i szorstkie szczególnie w okolicy szyi i pleców. Obszary te są barwy szarej. Boki zwierzęcia porastają włosy rzadsze, nieco miększe, przybierające barwę cynamonową, rdzawą lub rudawą. Podbrzusze i wewnętrzne strony kończyn barkowych i miednicznych białe, czasem przeplatane pojedynczymi rudymi włoskami. Kończyny smukłe i rdzawe. Ogon krótki, zasłonięty włosami kończyn o tej samej barwie co plecy.

### Głowa
Czoło, pysk i tył uszu rudawe. Wokół oczu wyraźne białe pierścienie. Plama czarnej sierści usytuowana tuż przed okiem. Na szczycie głowy znajduje się kępka długich rudawych włosów formujących strukturę podobną do grzywy. Za sprawą mięśni, których przyczep końcowy stanowi skóra głowy, podekscytowane zwierze stroszy i opuszcza ją rytmicznie. Pierścieniowate rogi występują tylko u samców. Krępe u nasady, szybko zwężają się w dalszym przebiegu.

## Występowanie
Można go spotkać na półpustyniach i sawannach Półwyspu Somalijskiego oraz w zachodniej części Etiopii, a także w Dżibuti, Erytrei, Sudanie od rzeki Alberta aż po tereny leżące nad Morzem Czerwonym. Z reguły nie zapuszcza się wyżej niż  1500 m n.p.m. Wymagają w swym siedlisku gęstych zarośli.

## Rozmiary[6]
Samiczki zwykle większe od samców.
| długość       | 45–67 cm |
| długość ogona | 5–7 cm   |
| długość rogów | 7,5–9 cm |
| wysokość      | 30–40 cm |
| waga          | 2–4 kg   |

## Zachowanie
Dikdiki żwawe są nieśmiałe i bardzo płochliwe. Zazwyczaj żerują o poranku i wieczorem, choć zdarzają się również okresy aktywności w ciągu nocy, by uniknąć przegrzania organizmu. Często spotyka się je parami lub w małych grupach. Takie stado składa się z samca, samiczki i dwójki ich najmłodszego potomstwa i dzieli ze sobą wspólne terytorium. Granice rewiru wytyczają składowiska odchodów. Habitat przecinają łatwo zauważalne, wydeptane i stale użytkowane ścieżki. Żywią się głównie liśćmi i pędami akacji. Zaniepokojone zwierze unosi grzywę i ratuje się ucieczką.

## Reprodukcja
Samica rodzi jednorazowo jedno młode. W sprzyjających warunkach jest w stanie wydać na świat dwoje młodych w ciągu roku. Waga urodzeniowa młodych wynosi 0,5–0,8 kg. Młody dikdik żwawy pozostaje w ukryciu przez 2–3 tygodnie. Już po tygodniu rozpoczyna żywić się stałym pokarmem. U samców w wieku 1 miesiąca zaczynają wyrastać rogi. Samce osiągają dojrzałość płciową w wieku 8–9 miesięcy, a samice w wieku 6–8 miesięcy. Młode w wieku 8 miesięcy dorównują rozmiarami dorosłym osobnikom, a po 12 miesiącu życia następuje całkowite zahamowanie przerostu. W naturze żyją do 14 lat.

## Taksonomia
Za autora pierwszego opisu uznawany jest zwykle Anselme Gaëtan Desmarest (1816), który w „Nouveau Dictionnaire d'
Histoire Naturelle” (1816, vol. 2: 192) uznał autorstwo de Blainville'a podając nawet stronę, na której po raz pierwszy użyto nazwy saltiana. 

### Podgatunki
| Nazwa                       | Ubarwienie                                    | Występowanie                                 |
| --------------------------- | --------------------------------------------- | -------------------------------------------- |
| Madoqua saltiana saltiana   | czerwonawo-szare                              | Dżibuti, Erytrea, północno-wschodnia Etiopia |
| Madoqua saltiana phillipsi  | czerwonawo-szare z pomarańczowymi bokami      | Somalia, Etiopia                             |
| Madoqua saltiana lawrenci   | srebrne, boki brązowe z jasnym pasem pośrodku | północna Somalia                             |
| Madoqua saltiana hararensis | jasnorude lub czerwone                        | północna i wschodnia Somalia                 |
| Madoqua saltiana swaynei    | czerwonawe, srebrne gardło i policzki         | Somalia                                      |
| Madoqua saltiana erlangeri  | czerwone                                      | Somalia, Etiopia                             |
| Madoqua saltiana citernii   | czerwone, jasnorude boki                      | Somalia, Etiopia                             |

Podgatunki M. s. swaynei, M. s. erlangeri, M. s. phillipsi i M. s. citernii często uważane są za odrębne gatunki. Czasami także gatunek M. piacentinii klasyfikowany jest w obrębie dikdika żwawego.